# Montsechia vidalii
Montsechia vidalii — викопний вид квіткових рослин, що існував у ранній крейді, 130 млн років тому. Вид є найдавнішою відомою квітковою рослиною. Скам'янілі рештки виду знайдені в Іспанії у 1902 році. Рослина росла у прісноводних озерах. Рослина є базальною серед покритонасінних. Найближчим сучасним родичами Montsechia є кушироцвіті (Ceratophyllales).

## Місцезнаходження
Існує велика кількість відомих зразків цього виду. Відомі викопні зразки Monsechia vidalii відповідають двом місцеположенням на сході Піренейського півострова, обидва з баремського ярусу. Перші екземпляри виявлені наприкінці 19 століття у горах Сьєрра-дель-Монтсек у провінції Льєйда, у кар’єрі Ла-Педрера-де-Мея та набагато пізніше в Ла-Каброа. У 1980-х роках цей вид також був ідентифікований на ділянці Лас Хояс у горах Серранія-де-Куенка в провінції Куенка.